# Mycetaspis eneideae
Mycetaspis eneideae är en insektsart som beskrevs av Manuel Arruda Câmara 1976. Mycetaspis eneideae ingår i släktet Mycetaspis och familjen pansarsköldlöss. Inga underarter finns listade i Catalogue of Life.